# الاستيطان اليهودي في الإمبراطورية اليابانية
قبل وقت قصير من الحرب العالمية الثانية وأثنائها، وتزامنًا مع الحرب الصينية اليابانية الثانية، تم إعادة توطين عشرات الآلاف من اللاجئين اليهود في الإمبراطورية اليابانية، وكان نشوب الحرب الأوروبية من قبل ألمانيا النازية سببًا الاضطهاد الجماعي المميت والإبادة الجماعية لليهود -التي عرفت فيما بعد باسم الهولوكوست- مما أدى إلى لجوء آلاف اليهود الفارين إلى الشرق، وانتهى كثيرون إلى الصين التي تحتلها اليابان.

## المذكرة
اقترحت الإمبراطورية اليابانية في مذكرة كُتبت في ثلاثينيات القرن العشرين استيطان اللاجئين اليهود الذين فروا من أوروبا التي احتلها النازيون في الأراضي التي تسيطر عليها اليابان. وكما أوضح كل من مارفن توكاير وشوارتز (اللذين استخدموا مصطلح «خطة فوغو»، " 河豚 計画 "، الذي استخدمه اليابانيون لوصف هذه الخطة)، فقد اقترحوا ضرورة تشجيع أعداد كبيرة من اللاجئين اليهود على الاستقرار في مانشوكو أو شانغهاي التي تحتلها اليابان؛  للفائدة من البراعة الاقتصادية المفترضة لليهود وأيضاً في إقناع الولايات المتحدة - وتحديدًا يهود الولايات المتحدة- بمنح الدعم السياسي والاستثمار الاقتصادي في اليابان. كانت الفكرة مبنية جزئياً على قبول «بروتوكولات حكماء صهيون» باعتبارها وثيقة حقيقية على الأقل من قبل جزء من القيادة اليابانية.
وقد تضمن المخطط التفصيلي كيفية تنظيم الاستيطان وكيفية الدعم اليهودي، سواء من حيث الاستثمار أو المستوطنين الفعليين. في يونيو ويوليو 1939 ، كانت مذكرتي «التدابير الملموسة التي يجب استخدامها للتأقلم مع اليابان بالنسبة الرأي العام في الشرق الأقصى وحلقة السياسة الدبلوماسية القريبة من رئيس الولايات المتحدة الأمريكية من خلال التلاعب باليهود المؤثرين في الصين» و «دراسة وتحليل إدخال العاصمة اليهودية» جاءتا ليتم مراجعتهما والموافقة عليهما من قبل كبار المسؤولين اليابانيين في الصين.
كانت طرق جذب محاباة كل من اليهود والأمريكيين تشمل إرسال وفد إلى الولايات المتحدة لإدخال الحاخامات الأمريكيين إلى أوجه التشابه بين اليهودية والشنتو، وإحضار الحاخامات إلى اليابان من أجل تعريفهم ودينهم إلى اليابانيون، كما تم اقتراح أساليب لكسب صالح الصحافة الأمريكية وهوليوود.
وخصصت معظم الوثائق للمستوطنات، مما يسمح لتجمعات المستوطنات أن تتراوح في الحجم من 18000، إلى 600000، وشملت التفاصيل حجم أراضي المستوطنة وترتيبات البنية التحتية والمدارس والمستشفيات وغيرها لكل مستوى من السكان. كان يجب منح اليهود في هذه المستوطنات الحرية الكاملة للدين، إلى جانب الاستقلالية الثقافية والتعليمية، في حين كان المسئولون حذرين من الحصول على قدر كبير من الاستقلال السياسي، فقد كان هناك شعور بأن بعض الحرية ستكون ضرورية لجذب المستوطنين وكذلك الاستثمار الاقتصادي.
طلب المسؤولون اليابانيون الموافقة على الخطة وأصروا على أنه في حين أن المستوطنات قد تبدو مستقلة، فيجب وضع ضوابط لإبقاء اليهود تحت المراقبة. كان هناك مخاوف من اختراق اليهود بطريقة أو بأخرى للحكومة والاقتصاد اليابانيين السائدين، ويؤثرون عليه أو يتحكمون به بنفس الطريقة التي قاموا بها، وفقا للبروتوكولات المزورة لحكماء صهيون، في العديد من البلدان الأخرى، كان دور المجتمع اليهودي العالمي حسب الخطة لتمويل المستوطنات وتزويد المستوطنين.

### قبل الحرب العالمية الثانية

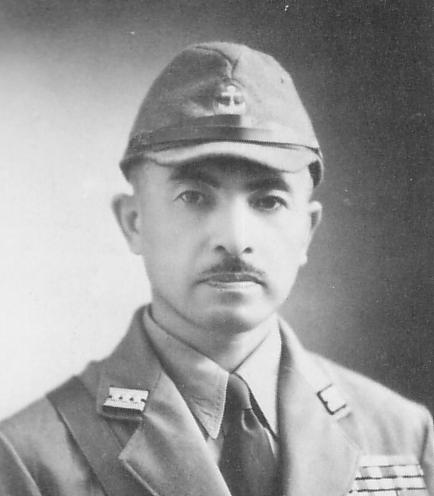
كوريشيج إنوزوكا

في الأصل كانت الخطة فكرة لمجموعة صغيرة من المسؤولين الحكوميين والعسكريين اليابانيين الذين رأوا الحاجة إلى إنشاء استيطان سكاني في مانشوكو (والمعروف باسم منشوريا) والمساعدة في بناء الصناعة والبنية التحتية اليابانية هناك، وكان الأعضاء الأساسيون في هذه المجموعة هم الكابتن كوريشيج إنوزوكا وكابتن نوريهيرو ياسوي، الذان أصبحا يعرفان باسم «خبراء اليهود»، والصناعي يوشيسوكي أيكاوا وعدد من المسؤولين في جيش كوانتونغ، والمعروف باسم «فصيل منشوريا».
جاء قرارهم بجذب اليهود إلى مانشوكو من الاعتقاد بأن الشعب اليهودي كان ثريا وكان له نفوذ سياسي كبير، فجيكوب شيف وهو مصرفي يهودي أميركي قدم قروضًا كبيرة للحكومة اليابانية التي ساعدت في الفوز بالحرب الروسية اليابانية كان معروفا قبل ثلاثين عاما. بالإضافة إلى ذلك، أدت الترجمة اليابانية لبروتوكولات حكماء صهيون بعض السلطات اليابانية إلى المبالغة في تقدير القوى الاقتصادية والسياسية للشعب اليهودي وترابطها في جميع أنحاء العالم بسبب الشتات اليهودي، وكان من المفترض أنه من خلال إنقاذ اليهود الأوروبيين من النازيين، فإن اليابان ستحصل على تأييد ثابت لا يتزعزع من يهود أمريكا.
في عام 1922، عاد ياسو وإنوزوكا من التدخل الياباني في سيبيريا، حيث ساعدوا الروس البيض ضد الجيش الأحمر وتعلموا لأول مرة عن البروتوكولات وأصبحوا مفتونين بسلطات الشعب اليهودي المزعومة، وخلال عشرينيات القرن الماضي، كتبوا العديد من التقارير عن اليهود وسافروا إلى الانتداب البريطاني في فلسطين للبحث في الموضوع والتحدث مع زعماء يهود مثل حاييم وايزمان وديفيد بن غوريون، وترجم ياسو البروتوكولات إلى اللغة اليابانية، وتمكن كلاهما من إقناع وزارة الخارجية اليابانية بالمشروع وطُلب من كل سفارة وقنصلية يابانية إبقاء الوزارة على علم بأفعال وتحركات المجتمعات اليهودية في بلدانها، تم تلقي العديد من التقارير ولكن لم يثبت أي منها وجود مؤامرة عالمية.
في عام 1931، ضم الضباط قوات إلى حد ما مع الفصيل المنشوري وعدد من المسؤولين العسكريين اليابانيين الذين دفعوا للتوسع الياباني في منشوريا، بقيادة العقيد سيشيرو إيتاجاكي والمقدم كانجي إيشيوارا قبل حادثة موكدين.

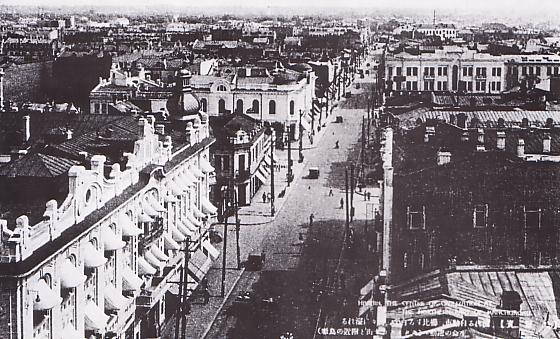
هاربين قبل عام 1945

من سكان هاربين البالغ عددهم المليون لم يمثل اليهود سوى جزء صغير يبلغ هعدده إلى 13000 في العشرينات من القرن العشرين والذي انخفض للنصف في منتصف الثلاثينات استجابة للكساد الاقتصادي وبعد الأحداث المتعلقة باختطاف وقتل سيمون كاسبي من قبل عصابة من الفاشيين الروس  والمجرمين بإيعاز من قسطنطين رودزايفسكي.
على الرغم من أن اليهود الروس في مانشوكو قد حصلوا على الوضع القانوني والحماية، إلا أن التحقيق الفاتر في وفاة كاسبي من قبل السلطات اليابانية الذين كانوا يحاولون محاكمة المجتمع الأبيض الروسي كمنفذين محليين وللمشاعر المعادية للشيوعية،  قاد ذلك يهود هاربينبعدم الثقة مجددًا بالجيش الياباني. غادر الكثيرون إلى شانغهاي -حيث لم تعان الجالية اليهودية من أي معاداة للسامية-  أو أعمق في الصين. في عام 1937، وبعد أن تحدث ياسوي مع زعماء اليهود في هاربين، أنشأ إبراهام كاوفمان المجلس اليهودي في الشرق الأقصى، وعقدت عدة اجتماعات خلال السنوات القليلة القادمة لمناقشة فكرة تشجيع وإنشاء المستوطنات اليهودية في هاربين وحولها.
في مارس عام 1938، اقترح الفريق كيشيرو هيغوتشي من الجيش الإمبراطوري الياباني استقبال بعض اللاجئين اليهود من روسيا إلى الجنرال هيديكي توجو، وعلى الرغم من الاحتجاجات الألمانية وافق توجو وجعل منشوريا التي كانت دولة دمية لليابان تعترف بهم.
في 6 ديسمبر 1938 اجتمع كل من رئيس الوزراء فوميمارو كونويه، وزير الخارجية هاشيرو أريتا ووزير الجيش سيشيرو إيتاغاكي ووزير البحرية ميتسوماسا يوناي وزارة المالية شيجياكي إيكيدا لمناقشة المعضلة في «مؤتمر الوزراء الخمسة»، واتخذوا قرارًا بمنع طرد اليهود في اليابان ومنشوريا والصين. فمن ناحية، كان تحالف اليابان مع ألمانيا النازية يزداد قوة وأي عمل يساعد اليهود على تعريض تلك العلاقة للخطر، ومن ناحية أخرى أظهرت المقاطعة اليهودية للسلع الألمانية بعد كريستالناخت القوة الاقتصادية والوحدة العالمية لليهود.

شنغهاي في ثلاثينات القرن 20

وكنتيجة مباشرة لمؤتمر الوزراء الخمسة، حصل 14,000–15,000 من يهود أوروبا الشرقية على حق اللجوء في الحي الياباني في شنغهاي، وفي المقابل اعترفت الأحياء الأوروبية بعدم وجود أي يهود تقريبًا، إلى جانب منح 1000 لاجئ بولندي من الذين لم يتمكنوا من الحصول على تأشيرات لأي دولة حق اللجوء في شنغهاي.
امتلأت السنوات القليلة التالية بالتقارير والاجتماعات ليس فقط بين مؤيدي الخطة ولكن أيضا مع أعضاء المجتمع اليهودي، ولكن لم يتم اعتمادها رسميًا. في عام 1939، طلب يهود شانغهاي عدم السماح بدخول مزيد من اللاجئين اليهود إلى شانغهاي حيث كانت قدرة مجتمعهم على دعمهم ضعيفة، وأبدى ستيفن وايز أحد أكثر أعضاء المجتمع اليهودي الأمريكي تأثيراً في ذلك الوقت والناشط الصهيوني رأياً قوياً ضد أي تعاون يهودي ياباني.

### خلال الحرب العالمية الثانية
في عام 1939، وقع الاتحاد السوفييتي معاهدة عدم اعتداء مع ألمانيا النازية، مما جعل نقل اليهود من أوروبا إلى اليابان أكثر صعوبة، عززت أحداث عام 1940 مجرد عدم تنفيذ خطة فوجو بأي طريقة رسمية ومنظمة، فضم الاتحاد السوفيتي دول البلطيق، وقطع المزيد من الاحتمالات لليهود الذين يسعون للهروب من أوروبا، كما وقعت الحكومة اليابانية على الميثاق الثلاثي مع ألمانيا وإيطاليا، مما يلغي تمامًا أي إمكانية لتقديم أي مساعدة رسمية للخطة من طوكيو.
على الرغم من ذلك، بدأ القنصل الياباني في كاوناس بليتوانيا تشيونه سوغيهارا في إصدار تأشيرات عبور للهاربين يهود ضد أوامر من طوكيو، وسمح لهم ذلك بالسفر إلى اليابان والبقاء لفترة محدودة في طريقهم إلى وجهتهم النهائية، وهي مستعمرة كوراساو الهولندية، التي لم تطلب تأشيرة دخول. تلقى الآلاف من اليهود تأشيرات عبور منه، أو من خلال وسائل مماثلة، بل إن البعض نسخ يدويًا التأشيرة التي كتبها سوغاهارا. بعد حصولهم على تأشيرات خروج من الحكومة السوفييتية، سُمح للعديد من اليهود بعبور روسيا على خط سكة حديد ترانس-سيبيريا، واستقلال قارب من فلاديفوستوك إلى تسوروغا واستقروا في نهاية المطاف في كوبي باليابان.
بحلول صيف عام 1941، أصبحت الحكومة اليابانية قلقة بشأن وجود العديد من اللاجئين اليهود في هذه المدينة الكبرى بالقرب من الموانئ العسكرية والتجارية الرئيسية. تقرر أن اليهود في كوبي يجب أن يتم نقلهم إلى شنغهاي التي تحتلها اليابان، ولم يُسمح للبقاء في كوبي إلا للذين كانوا موجودين بالفعل قبل وصول للاجئين. كانت ألمانيا قد انتهكت ميثاق عدم الاعتداء، وأعلنت الحرب على الاتحاد السوفيتي، مما يجعل روسيا واليابان أعداء محتملين، وبالتالي وضع نهاية للقوارب من فلاديفوستوك إلى تسوروجا.

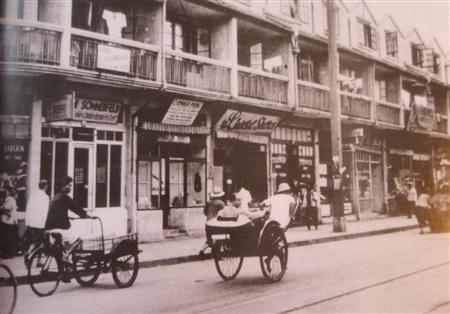
"غيتو شنغهاي" حوالي عام 1943

بعد عدة أشهر من الهجوم على بيرل هاربور في ديسمبر 1941، استولت اليابان على كل شنغهاي وتوقفت المساعدات النقدية وجميع الاتصالات من اليهود الأمريكيين بسبب قانون التجارة مع العدو الأنجلوأمريكي وكذلك اليهود البغداديين الأثرياء، وكثير منهم من الرعايا البريطانيين تم احتجازهم كمواطنين عدو. كانت وزارة الخزانة الأمريكية متراخية فيما يتعلق بالاتصالات والمساعدات التي أرسلت إلى اللاجئين اليهود في شنغهاي،  لكن المنظمات اليهودية الأمريكية قدمت المساعدات.  
في عام 1941 ، حاول الجيستابو أوبرستومبمانفهرر (مقدم) جوزيف مايسنجر المعروف بـ«جزار وارسو»، الذي يعمل كجهة اتصال للجيستابو مع السفارة الألمانية في طوكيو، التأثير على اليابانيين «لإبادة» أو استعباد ما يقرب من 18,000 إلى 20,000 يهودي فروا من النمسا وألمانيا والذين كانوا يعيشون في شنغهاي المحتلة من قبل اليابان. تضمنت مقترحاته إنشاء معسكر اعتقال في جزيرة تشونغ مينغ في دلتا نهر اليانغتسي  أو التجويع على سفن الشحن قبالة سواحل الصين  لكن الأميرال الياباني الذي كان يدير شانغهاي لم يستسلم لضغط مايسنجر، ومع ذلك بنى اليابانيون حياً حيويًا في حي هونغكوي في شنغهاي  (الذي كان مخططًا له في طوكيو عام 1939) -وهو حي فقير يبلغ ضعف الكثافة السكانية لمانهاتن- والتي ظلت معزولة تمامًا من قبل الجنود اليابانيين تحت قيادة المسؤول السادي كانو غويا،  والذي لم يكن بإمكان اليهود إلا أن يتركوه بإذن خاص وتوفي حوالي 2000 يهودي في حي شنغهاي اليهودي. لم تقبل الحكومة اليابانية طلبات مايسنجر ولم تضطهد اليهود تحت سيطرتها. تم تخفيض خطط مايسنجرإلى إنشاء ما أصبح يعرف باسم غيتو شنغهاي.

كان اليهود الذين يدخلون ويقيمون في اليابان والصين ومانشوكو يعاملون بنفس معاملة الأجانب الآخرين، وفي إحدى الحالات تجاهل المسؤولون اليابانيون في هاربين شكوى رسمية من القنصلية الألمانية التي أهانها بشدة أحد هجمات الصحف الروسية اليهودية على هتلر، وفي كتابه «اليابانية والنازية واليهودية»، يقول الدكتور ديفيد كرانزلر أن موقف اليابان كان في النهاية مؤيدًا لليهود.
خلال الأشهر الستة التي أعقبت مؤتمر الوزراء الخمسة، سمحت القيود المتساهلة للدخول في التسوية الدولية، مثل شرط عدم الحصول على تأشيرة أو أوراق من أي نوع، بإدخال 15000 لاجئ يهودي إلى القطاع الياباني في شنغهاي، وأعلنت السياسة اليابانية أن اليهود الذين يدخلون ويقيمون في اليابان والصين ومانشوكو سيعاملون بنفس معاملة الأجانب الآخرين.
من عام 1943، شارك اليهود في شنغهاي في «منطقة مخصصة للاجئين عديمى الجنسية» من 40 كتلة مع 100,000 من السكان الصينيين. كان أداء معظم اليهود غالباً أفضل من سائر سكان شنغهاي، وبقي الغيتو مفتوحًا وخاليًا من الأسلاك الشائكة وكان بإمكان اللاجئين اليهود الحصول على تصاريح مغادرة المنطقة، ومع ذلك تم قصفها قبل أشهر فقط من نهاية الحرب من قبل طائرات الحلفاء التي تسعى لتدمير جهاز إرسال لاسلكي داخل المدينة، مع ما يترتب على ذلك من خسائر في الأرواح لكل من اليهود والصينيين في الحي اليهودي.

## دعم اليابان للصهيونية
جاءت الموافقة اليابانية في وقت مبكر من شهر ديسمبر عام 1918، عندما تلقت جمعية شنغهاي الصهيونية رسالة تؤيد «سعادة الحكومة في علمها برغبة الصهاينة في إقامة وطن قومي يهودي في فلسطين». وأشارت إلى أن «اليابان ستعرب عن تعاطفها مع تحقيق تطلعاتكم [الصهيونية]».
كان هناك تأييدًا صريحًا أكثر في يناير 1919 عندما كتب شيندا سوتمي إلى حاييم وايزمان باسم الإمبراطور الياباني قائلاً: «تحيط الحكومة اليابانية بكل سرور علمًا بالتطلعات الصهيونية للتمدد في فلسطين كموطن قومي للشعب اليهودي. إلى الأمام باهتمام متعاطف مع تحقيق هذه الرغبة على الأساس المقترح.»  اعترفت اليابان بسياسات بريطانيا في فلسطين مقابل موافقة بريطانيا على السيطرة اليابانية على شبه جزيرة شاندونغ في الصين.
كان المفكرون اليابانيون المؤثّرون، بما في ذلك أوشيمورا كانزي (1861-1930) ونيتوبي إنازو (1862–1933) وكينجيري توكوتومي (1868–1927) والأستاذ في السياسة الاستعمارية في جامعة طوكيو تادو يانايهارا (1893-1961)، داعمين للصهيونية أيضًا، وزعم يانايهارا أن الحركة الصهيونية «ليست أكثر من محاولة لضمان حق اليهود في الهجرة والاستعمار من أجل إنشاء مركز للثقافة الوطنية اليهودية» دفاعًا عن الحماية الخاصة المقدمة لليهود في سعيهم لوطن وطني على أساس قناعة بأن «القضية الصهيونية شكلت مشكلة وطنية تستحق دولة قومية»، ورأى المشروع الصهيوني، بما في ذلك الأساليب التعاونية للمستوطنات الزراعية، نموذجاً يمكن لليابان أن تحاكيه.
تضمنت تقارير حكومية يابانية رفيعة المستوى حول خطط الهجرة الجماعية إلى منشوريا في عام 1936 إشارات إلى الصراع العرقي بين اليهود والعرب كسيناريوهات يجب تجنبها، وقد أشار صناع السياسة المؤثرون والمؤسسات اليابانية إلى الأشكال الصهيونية للاستيطان الزراعي التعاوني كنموذج يجب على الياباني أن يحذو حذوه،[بحاجة لمصدر] والمشاريع الاستعمارية لها أوجه تشابه مع التوسع الياباني في آسيا. [بحاجة لمصدر] بحلول عام 1940 استضافت منشوريا اليابانية 17000 لاجئ يهودي معظمهم قادمون من أوروبا الشرقية.
أراد ياسوي وإينوزوكا وغيرهما من الدبلوماسيين المتعاطفين الاستفادة من هؤلاء اللاجئين اليهود في منشوريا وشنغهاي مقابل المعالجات المواتية لهم، وتوقعت الأوساط الرسمية اليبانية أن يمارس اليهود الأمريكيون التأثير على سياسة أمريكا في الشرق الأقصى وجعلها محايدة أو مؤيدة لليابان وأن يجتذبوا العاصمة اليهودية التي كانت بحاجة ماسة إليها من أجل التنمية الصناعية لمنشوريا.
بعد الحرب، كان إقرار علاقات دبلوماسية كاملة مع إسرائيل من قبل الحكومة اليابانية عام 1952 انفراجة بين الدول الآسيوية.

## الدلالة
نجا حوالي 24000 يهودي من الهولوكوست إما بالهجرة عبر اليابان أو العيش تحت حكم اليابان المباشر بسبب السياسات المحيطة بموقف اليابان المؤيد لليهود. ولم يكن لدى أولئك الذين وصلوا الثروة المتوقعة للمساهمة في الاقتصاد الياباني، إلا أن تحقيق هذه الخطة قد تم استعراضه بشكل إيجابي، فتم منح شيون سوغيهارا شرف الصالح بين الأمم من قبل الحكومة الإسرائيلية عام 1985، بالإضافة إلى ذلك نجا مير يشيفا، أحد أكبر مراكز دراسة الحاخامات اليوم، والمكتبة اليهودية الوحيدة التي نجت من الهولوكوست نتيجة لهذه الأحداث.
لقد تم الاعتراف بمساعدة إنوزوكا في إنقاذ اللاجئين اليهود من أوروبا النازية من قبل اتحاد حاخامات الولايات المتحدة الأرثوذكس الذي أنقذه من المحاكمة كمجرم حرب، وتابع إنشاء الرابطة اليابانية الإسرائيلية وكان الرئيس حتى وفاته في عام 1965.

## الحسابات الشائعة
هناك القليل من الأدلة التي تشير إلى أن اليابانيين قد فكروا على الإطلاق في إقامة دولة يهودية أو منطقة يهودية مستقلة،  وهو أمر أنشأه الاتحاد السوفيتي في عام 1934. في عام 1979 ، ألف الحاخام مارفين توكاير وماري شوارتز كتابًا بعنوان «خطة فوغو». في هذا الحساب الخيالي جزئيا، أعطى توكاير وشوارتز اسم «خطة فوغو» إلى مذكرات الثلاثينات، وزعموا أن الخطة، التي كان ينظر إليها من قبل مؤيديها محفوفة بالمخاطر ولكن يحتمل أن تكون مجزية بالنسبة لليابان، سميت على اسم الكلمة اليابانية للسمكة المنتفخة، وهو طعام لذيذ يمكن أن يكون سامًا قاتلًا إذا تم إعداده بشكل غير صحيح. (لم تكن المذكرات تسمى فعليًا خطة فوغو باللغة اليابانية)، ويبني توكاير وشوارتز ادعاءاتهم على التصريحات التي أدلى بها الكابتن كوريشيج إينوزوكا ويزعمون أن مثل هذه الخطة نوقشت لأول مرة في عام 1934 ثم تعززت في عام 1938، بدعم من وجهاء مثل إينوزوكاوإيشيغورو شيرو ونوريهيرو ياسوي. ومع ذلك، فإن التوقيع على الميثاق الثلاثي في عام 1941 وغيره من الأحداث منع تنفيذه بالكامل.
وقد أكد بن عامي شيلوني الأستاذ في الجامعة العبرية في القدس أن التصريحات التي يستند إليها توكاير وشوارتز أُخرجت عن سياقها، وأن الترجمة التي عملا عليها كانت معيبة أ ويُدعم كذلك شيلوني من قبل كيوكو إينوزوكا (زوجة كوريشيج إينوزوكا). في «اليهود واليابانيين: الغرباء الناجحين»، تساءل شيلوني عما إذا كان اليابانيون قد فكروا فعلًا في إقامة دولة يهودية أو منطقة يهودية مستقلة.